# 水樹うるは
水樹 うるは（みずき うるは、1992年12月3日 - ）は、日本のAV女優、タレント。京都府出身。

## 人物
2012年4月2日より、恵比寿マスカッツの8期生として、テレビ東京系の『おねだりマスカットSP!』に出演していた。
2012年6月25日発売の『週刊プレイボーイ』で初ヌードを披露。2012年7月25日発売の『新人！kawaii*専属デビュ→ 現役アイドル！AV解禁だょん♪』でAVデビュー。
趣味はゲーム、アニメ、コスプレ。料理が得意。猫が好きである。

## 出演

### テレビ
- 2012年4月〜テレビ東京『おねだりマスカットSP!』

## リリース作品

### アダルトビデオ

#### 2012年
- 『新人！kawaii*専属デビュ→ 現役アイドル！AV解禁だょん♪』（7月25日、kawaii*）
- 『10コスプレと14400秒あげる』（8月25日、kawaii*）
- 『LOVEドッピュン！！ メガ顔射スペシャル！』（9月25日、kawaii*）
- 『もっと2エッチッチ！！』（10月25日、kawaii*）
- Virgin Love （12月28日、宇宙企画）

#### 2013年
- 萌えコスでえっちしよっ（1月25日、宇宙企画）
- 学校で中出ししよッ（2月22日、宇宙企画）
- コスプレ中出し10連発!（3月22日、宇宙企画）

### イメージビデオ
- 『MU+ Story1・2』（2012年5月、Air Control）

### 雑誌
- 『週刊プレイボーイ』
- 『ヤングアニマル』
- 『Bejean』
- 『EX MAX』
- 『黄金のGT』
- 『BLACK BOX』
- 『ザ・ベストマガジンスペシャル』